# Acanthogonatus fuegianus
Espèce
Synonymes
- Tryssothele fuegiana Simon, 1902

Acanthogonatus fuegianus est une espèce d'araignées mygalomorphes de la famille des Pycnothelidae.

## Distribution
Cette espèce se rencontre au Chili dans la région de Magallanes et en Argentine dans la province de Santa Cruz,.

## Description
Le mâle syntype mesure 15 mm et la femelle syntype 26 mm.
Le mâle décrit par Goloboff en 1995 mesure 22,60 mm et la femelle 33,60 mm.

## Systématique et taxinomie
Cette espèce a été décrite sous le protonyme Tryssothele fuegiana par Simon en 1902. Elle est placée dans le genre Acanthogonatus par Raven en 1985.

## Étymologie
Son nom d'espèce lui a été donné en référence au lieu de sa découverte, la Terre de Feu.

## Publication originale
- Simon, Arachnoideen, excl. Acariden und Gonyleptiden. Ergebnisse der Hamburger Magalhaensischen Sammelreise 1892/1893. Band Arthropoden, Naturhistorisches Museum zu Hamburg, L. Friederichsen & Co., Hambourg, vol. 6, no 4, 1902, p. 1-47.